# XpanD

Логотип XpanD

XpanD 3D — технология стереоскопического кинематографа, разработанная компанией «NuVision» и продвигаемая компанией «X6D Limited». Впервые такая технология проекции, называемая «светоклапанной», реализована в плёночном кинематографе в 1922 году в американской системе «Teleview»; в настоящее время используется для цифрового кинопоказа.

## Технология

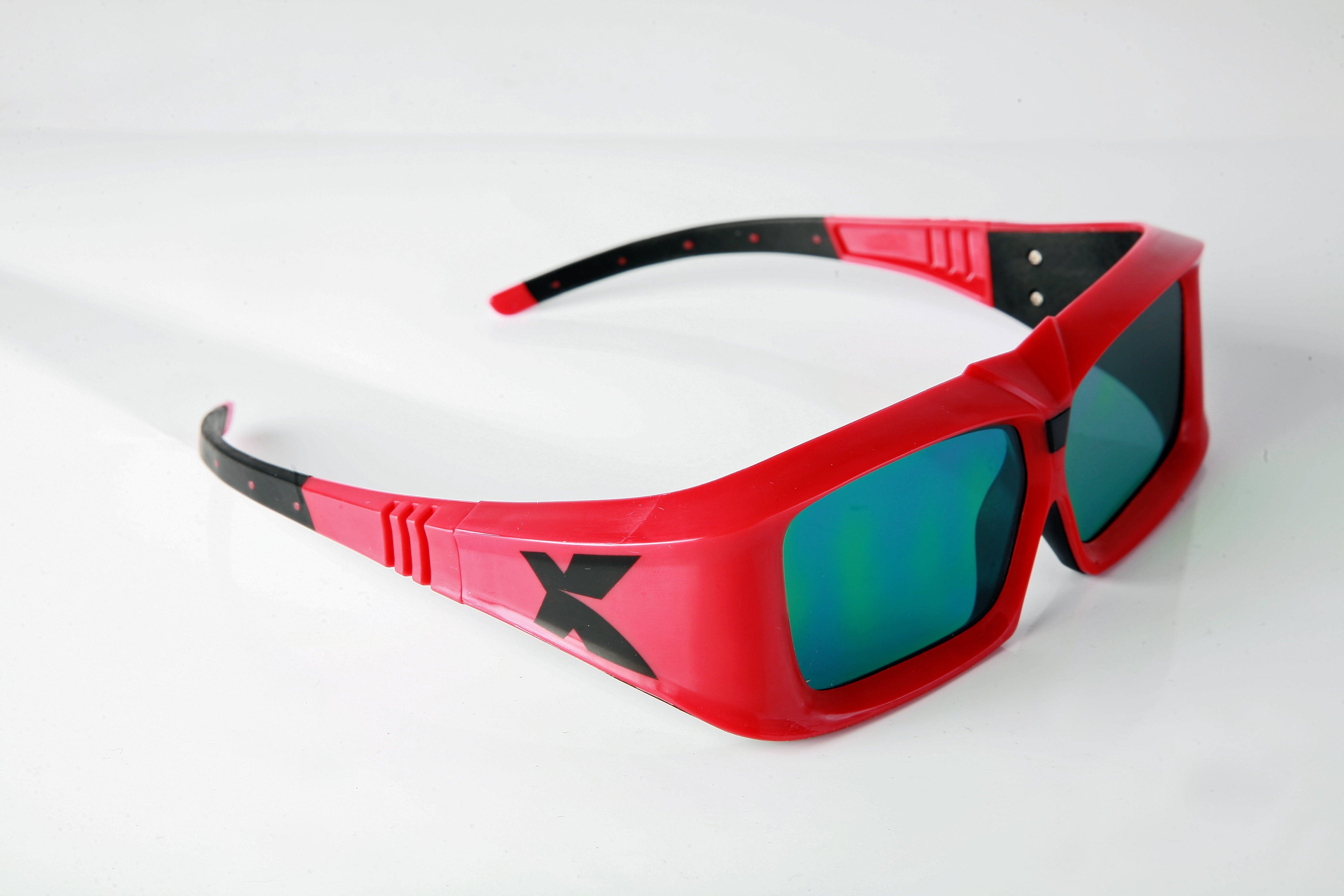
Очки XpanD с затворами. Заметно окно ИК-датчика на переносице

В технологии XpanD используется затворный метод разделения изображений для левого и правого глаз. части стереопары проецируются поочередно, а в активных очках смонтированы жидкокристаллические затворы, которые синхронно с обтюратором, встроенным в цифровой кинопроектор, поочередно закрываются, позволяя каждому глазу видеть только свою часть стереопары. Сигнал синхронизации передаётся на очки при помощи инфракрасного излучения.
Эта технология, в отличие от поляризационных IMAX 3D и RealD, не требует специального экрана, в связи с чем стоимость переоборудования кинотеатра при внедрении стереопоказа оказывается ниже.
Однако сложность устройства очков, требующих автономного электропитания, и необходимость синхронизации значительно удорожает их. Для питания ЖК-затворов используются батарейки, которые можно заменить с помощью специального ключа. Ресурса батарейки хватает на 300 часов активной работы. Наличие электроники в очках, предназначенных для индивидуального пользования, усложняет их санобработку между сеансами. Кроме того, затворный метод разделения стереопары может приводить к двоению быстро движущегося изображения и повышенной утомляемости глаз.
Очки включаются в горизонтальном положении, хранятся в вертикальном. При наклоне головы зрителя на угол более 20° можно наблюдать отключение очков, проявляющееся в появлении двойного изображения и отсутствия объемного восприятия.